# Episodi di Criminal Minds (decima stagione)
La decima stagione della serie televisiva Criminal Minds è stata trasmessa in prima visione assoluta negli Stati Uniti da CBS dal 1º ottobre 2014 al 6 maggio 2015.
In Italia la stagione è trasmessa in prima visione satellitare da Fox Crime, canale a pagamento della piattaforma Sky, dal 14 novembre 2014 al 19 giugno 2015.
Il diciannovesimo episodio della stagione è il backdoor pilot dello spin-off Criminal Minds: Beyond Borders.
In questa stagione entra a far parte del cast regolare Jennifer Love Hewitt nei panni dell'Agente Speciale Kate Callahan.
| nº | Titolo originale         | Titolo italiano              | Prima TV USA     | Prima TV Italia  |
| -- | ------------------------ | ---------------------------- | ---------------- | ---------------- |
| 1  | X                        | X                            | 1º ottobre 2014  | 14 novembre 2014 |
| 2  | Burn                     | Le porte dell'inferno        | 8 ottobre 2014   | 21 novembre 2014 |
| 3  | A Thousand Suns          | Mille soli sfolgoranti       | 15 ottobre 2014  | 28 novembre 2014 |
| 4  | The Itch                 | Terrore sotto la pelle       | 22 ottobre 2014  | 5 dicembre 2014  |
| 5  | Boxed In                 | Il castigo di Halloween      | 29 ottobre 2014  | 12 dicembre 2014 |
| 6  | If the Shoe Fits         | Se la scarpetta...           | 5 novembre 2014  | 19 dicembre 2014 |
| 7  | Hashtag                  | Hashtag                      | 12 novembre 2014 | 26 dicembre 2014 |
| 8  | The Boys of Sutton Place | Traumi del passato           | 19 novembre 2014 | 2 gennaio 2015   |
| 9  | Fate                     | Destini incrociati           | 26 novembre 2014 | 9 gennaio 2015   |
| 10 | Amelia Porter            | Amelia Porter                | 10 dicembre 2014 | 16 gennaio 2015  |
| 11 | The Forever People       | Il popolo eterno             | 14 gennaio 2015  | 27 marzo 2015    |
| 12 | Anonymous                | Anonimo                      | 21 gennaio 2015  | 3 aprile 2015    |
| 13 | Nelson's Sparrow         | Il passero di Nelson         | 28 gennaio 2015  | 10 aprile 2015   |
| 14 | Hero Worship             | Il culto dell'eroe           | 4 febbraio 2015  | 17 aprile 2015   |
| 15 | Scream                   | Urla!                        | 11 febbraio 2015 | 24 aprile 2015   |
| 16 | Lockdown                 | Carcere di massima sicurezza | 4 marzo 2015     | 1º maggio 2015   |
| 17 | Breath Play              | Asfissia erotica             | 11 marzo 2015    | 8 maggio 2015    |
| 18 | Rock Creek Park          | Rock Creek Park              | 25 marzo 2015    | 15 maggio 2015   |
| 19 | Beyond Borders           | Al di là dei confini         | 8 aprile 2015    | 22 maggio 2015   |
| 20 | A Place at the Table     | Un posto a tavola            | 15 aprile 2015   | 29 maggio 2015   |
| 21 | Mr. Scratch              | Signor Graffio               | 22 aprile 2015   | 5 giugno 2015    |
| 22 | Protection               | Protezione                   | 29 aprile 2015   | 12 giugno 2015   |
| 23 | The Hunt                 | La caccia                    | 6 maggio 2015    | 19 giugno 2015   |

## X
- Titolo originale: X
- Diretto da: Glenn Kershaw
- Scritto da: Erica Messer

### Trama
Un SI a Bakersfield, California del Sud ha ucciso in un mese due giovani donne e un uomo, facendone ritrovare solo i tronchi. È descritto come un solitario, quasi un eremita, che smembra i corpi delle proprie vittime e li lascia in posti isolati. L'indagine svela legami con il traffico di esseri umani. Infatti, negli ultimi minuti dell'episodio, si vedono uomini che da luoghi diversi stanno per partecipare a un'asta online in cui si vendono donne e ragazze. Nel frattempo, la squadra dà il benvenuto a un nuovo membro, l'Agente Speciale Kate Callahan, nell'FBI da 8 anni e specializzata in operazioni sotto copertura per l'Unità Crimini Sessuali, in particolare contro i bambini.
- Note: Rossi informa che Kate è la decima candidata per il colloquio di assunzione, e questo episodio è il primo della decima stagione; inoltre ha come titolo "X", il numero romano corrispondente al 10.

### Soggetto Ignoto
Steven Parkett, detto anche il Macellaio di Bakersfield

### Citazioni
- "Sono rimasto nella mia testa troppo a lungo e ho finito per perdere la mente." Edgar Allan Poe (David Rossi)
- "Solo perché tutto è diverso, non vuol dire che qualcosa sia cambiato." Irene Peter (Jennifer Jareau)

## Le porte dell'inferno
- Titolo originale: Burn
- Diretto da: Karen Gaviola
- Scritto da: Janine Sherman Barrois

### Trama
Garcia continua ad avere incubi notturni su ciò che è accaduto nel finale della nona stagione, quando ha sparato a Greg Baylor, l'uomo che era stato mandato a uccidere Reid in ospedale, perciò chiede a Hotch un permesso per recarsi in Texas, dove Baylor, detenuto nel braccio della morte sarà giustiziato tramite iniezione letale due giorni dopo. Morgan non le dà il suo appoggio e smette di rispondere alle sue telefonate, mentre con il resto della squadra lavora al caso di un SI che a Seattle uccide le sue vittime utilizzando differenti modus operandi e ispirandosi ai gironi dell'Inferno di Dante. All'incontro con Baylor, Garcia cerca di spiegargli che non aveva intenzione che finisse in quel modo e di aver tentato di cambiare le cose scrivendo addirittura al Governatore; lui le rivela che nessuno dei suoi familiari è venuto a trovarlo e che non vuole morire da solo, chiedendole quindi di restare per assistere all'esecuzione. Lei risponde che non può farlo, ma alla fine prende posto dietro il vetro e lui la ringrazia prima che i farmaci comincino a fare effetto. Rientrata a Washington, trova Morgan ad aspettarla davanti a casa che, sapendo quanto sia stato difficile per lei, la conforta.

### Soggetto Ignoto
L'insegnante Justin Leu

### Citazioni
- "Più si riesce a guardare indietro, più avanti si riuscirà a vedere." Winston Churchill (Derek Morgan)
- "Non ci vuole molta forza per aggrapparsi. Ci vuole molta forza per distaccarsi." J.C. Watts (Penelope Garcia)

## Mille soli sfolgoranti
- Titolo originale: A Thousand Suns
- Diretto da: Rob Bailey
- Scritto da: Sharon Lee Watson

### Trama
Un aereo passeggeri precipita misteriosamente in Colorado dopo essere sparito dai radar, causando la morte di 151 persone. La BAU sospetta un attacco terroristico, scoprendo poi invece che si tratta di un unico estremista, con le stesse idee di Robert Oppenheimer, ucciso proprio prima che facesse schiantare un altro aereo con a bordo più di 300 persone. Il caso ha un forte impatto emotivo su Kate, la quale rivela a Reid che sua sorella e suo cognato, impiegati al Pentagono, sono morti l'11 settembre lasciando una bambina di nome Meg (oggi tredicenne), legalmente adottata da Kate e suo marito Chris, che si sono trasferiti nella loro casa.

### Soggetto Ignoto
Hayman Vasher

### Citazioni
- "Se migliaia e migliaia di soli si levassero tutti insieme nel cielo, il loro sfolgorio si avvicinerebbe forse a quello del Signore Supremo." Dal sacro testo indù, la Bhagavad Gita (Aaron Hotchner)
- "Sapevamo che il mondo non sarebbe stato più lo stesso. Alcuni hanno riso. Pochi hanno pianto. E i più sono rimasti in silenzio." Robert Oppenheimer (David Rossi)

## Terrore sotto la pelle
- Titolo originale: The Itch
- Diretto da: Larry Teng
- Scritto da: Breen Frazier

### Trama
Atlanta. Un giornalista e un ricercatore del CDC vengono trovati morti. Dopo aver scoperto delle punture d'insetto e dei graffi sui loro corpi, la squadra capisce che l'SI è affetto da un disturbo cutaneo ossessivo, la parassitosi allucinatoria, e che frequenta un gruppo di sostegno il cui scopo è convincere il resto della popolazione che tale patologia è reale.

### Soggetto Ignoto
Leo Jenkins

### Citazioni
- "Che c’è di nuovo, sediziose canaglie, che grattando la trista rogna delle vostre opinioni vi coprite di pustole?" William Shakespeare (Aaron Hotchner)
- "Liberarsi di un’allucinazione rende più saggi che comprendere una verità." Ludwig Börne (Jennifer Jareau)

## Il castigo di Halloween
- Titolo originale: Boxed In
- Diretto da: Thomas Gibson
- Scritto da: Virgil Williams

### Trama
Mancano due giorni ad Halloween e Hotchner è costretto per la prima volta a passarlo lontano da Jack quando a San Diego, in California, un bambino ricompare ancora vivo nell'anniversario della sua scomparsa, avvenuta proprio ad Halloween 365 giorni prima, e un altro sparisce. Dagli esami medici Reid capisce che il primo bambino è stato tenuto in una cassa di legno artigianale sotto terra (che ricorda il baule dentro cui veniva chiuso il Soggetto Ignoto da piccolo dal padre come punizione), e la squadra (dopo aver convinto la madre del rapitore a fornire loro informazioni sul passato del figlio e sul padre) corre contro il tempo per trovare il primo prima che l'ossigeno all'interno della cassa si esaurisca.

### Soggetto Ignoto
John David Bidwell

### Citazioni
- "Non c'è niente di divertente in Halloween. Questa festa beffarda riflette al contrario un bisogno infernale di vendetta dei bambini sul mondo degli adulti." Jean Baudrillard (Aaron Hotchner)
- "Da’ sempre ai tuoi figli il bacio della buonanotte, anche se sono già addormentati" H. Jackson Brown, Jr. (Jennifer Jareau)

## Se la scarpetta...
- Titolo originale: If the Shoe Fits
- Diretto da: Bethany Rooney
- Scritto da: Bruce Zimmerman

### Trama
La squadra è a Missoula, in Montana, alle prese con un SI, convinto di vivere in una favola, che pugnala a morte studenti di college; la BAU arriva a concludere che la persona che stanno cercando è una ragazza sulla ventina grazie ai segni sui volti delle vittime lasciati da un tacco a spillo. JJ intuisce che ella si considera una "Cenerentola vendicatrice" e uccide chi non soddisfa i requisiti del perfetto "principe azzurro". Gli agenti riescono a salvare un altro ragazzo dopo che Reid distrae l'SI fingendo di essere appunto il principe venuto per farle provare la scarpetta di cristallo. Sul fronte personale, JJ si scontra con la madre, giunta in visita per trovare figlia e nipotino, dopo che il piccolo Henry chiede informazioni su Rosalyn, la sorella maggiore di Jennifer morta suicida a 17 anni e di cui JJ non ha mai detto niente al figlio. Alla fine dell'episodio, riflettendo su un dialogo avuto con Spencer durante il caso, l'Agente decide di raccontare a Henry la storia della sua infanzia felice in una fattoria della Pennsylvania e del rapporto con la sorella.

### Soggetto Ignoto
Claire Dunbar

### Citazioni
- "Alta vendetta d'alto silenzio è figlia." Vittorio Alfieri (Jennifer Jareau)

- "Il dono della fantasia è stato più importante per me di qualsiasi talento per il pensiero positivo astratto." Albert Einstein (Dott. Spencer Reid)

## Hashtag
- Titolo originale: Hashtag
- Diretto da: Constantine Makris
- Scritto da: Rick Dunkle

### Trama
La squadra è alle prese con un SI in cerca di fama e attenzione che prende di mira influencer a Bethesda, Maryland per far vivere la leggenda locale dell' "Uomo dello Specchio" (creato sulla falsariga di "Bloody Mary") e che utilizza i social media per scegliere le sue vittime. Si scopre in seguito che il Soggetto Ignoto non è altro che un ragazzino, che ha perso i genitori, in preda a deliri. 
Morgan sorprende Savannah regalandole una copia delle chiavi della casa che lui ha ristrutturato per loro.

### Soggetto Ignoto
William Pratt (interpretato da Ian Nelson), detto anche l'uomo dello specchio

### Citazioni
- "L’ingenuità negli adulti spesso è affascinante. Ma, accoppiata alla vanità, è indistinguibile dalla stupidità." Eric Hoffer (Derek Morgan)
- "C'è una compagnia anche più silenziosa della solitudine, che, se è ben compresa, è la solitudine divenuta perfetta." Robert Louis Stevenson (Derek Morgan)

## Traumi del passato
- Titolo originale: The Boys of Sutton Place
- Diretto da: Laura Belsey
- Scritto da: Kimberly Ann Harrison

### Trama
Un noto avvocato dalla vita apparentemente perfetta viene rapito mentre chiama il 911 per un danno subito alla sua auto in un parcheggio di un mini market di Boston, Massachusetts. Poco prima aveva difeso un ragazzo in tribunale vincendo la causa. Giunti sul posto, gli agenti intuiscono che i Soggetti Ignoti siano più di uno. Le indagini portano alla luce una terribile verità sul passato dell'uomo che può spiegare il motivo del rapimento: infatti l'avvocato aveva molestato dei ragazzi e uno di essi si era suicidato; i rapitori sono due amici di quest'ultimo che lo torturano affinché confessi, ma l'avvocato rifiuta. In seguito all’arrivo di una terza vittima del pedofilo, nasce una lite tra i ragazzi dove uno di loro rimane ucciso. Grazie al suo carisma, l’avvocato convince uno dei ragazzi a liberarlo ma poi rivela di essere a conoscenza di un suo segreto, portando il ragazzo, Brian, a sparargli. La BAU arriva sul luogo appena dopo che i due SI rimasti vivi hanno appiccato un incendio e vengono arrestati. Il caso fa tornare in mente a Morgan l'abuso subito da ragazzino da parte di Carl Buford.
Intanto Meg, nipote dell'agente Kate Callahan, e la migliore amica Markayla iniziano a chattare online con uno sconosciuto che si presenta come un liceale dell'ultimo anno, e gli mandano un selfie che a loro insaputa finisce su un sito di aste online (lo stesso che si vede alla fine del primo episodio), dove ogni foto è accompagnata da una breve descrizione e dalla cifra a partire dalla quale le ragazze sono in vendita.

### Soggetto Ignoto
Chad Griffith, Andrew Ford e Brian Stiller

### Citazioni
- "Wayne Dyer disse: ‘Come le persone ti trattano è il loro karma. Come tu reagisci è il tuo." (Dott. Spencer Reid)
- "La nostra responsabilità morale non è fermare il futuro, ma plasmarlo, incanalare il nostro destino verso una meta umana e facilitare il trauma del passaggio." Alvin Toffler (Derek Morgan)

## Destini incrociati
- Titolo originale: Fate
- Diretto da: Rob Bailey
- Scritto da: Janine Sherman Barrois

### Trama
Due uomini e una donna vengono pugnalati a morte a Reston, in Virginia. Poiché sia i corpi che le scene dei delitti sono stati lavati e puliti, la squadra intuisce che l'SI è una donna con un irresistibile e violento impulso a uccidere, ma che prova anche rimorso. Dai capelli rinvenuti sulle scene, inoltre, gli agenti concludono che ella soffre di disturbo esplosivo intermittente a seguito di una lesione alla corteccia prefrontale (compromettendo quindi la capacità di controllo degli impulsi) e che si strappa i capelli per ridurre lo stress e la frustrazione.
Il marito della donna, la quale uccide anche il suo capo perché le aveva "rubato" un'idea per un progetto dello studio di architetti in cui entrambe lavorano, trova una sua camicetta insanguinata in fondo all'armadio e le chiede spiegazioni; lei confessa ma appena lui sta per chiamare il 911 lei lo uccide in un raptus.
Rendendosi conto di ciò che ha fatto, prova a ripulire per il rimorso ma in quel momento la figlia maggiore entra in casa e la vede; per impedirle di avvertire qualcuno, la donna la costringe ad andare con lei all'indirizzo della ragazza che, secondo l'SI, causò l'incidente che le ha provocato la lesione. Alla vista degli agenti la donna minaccia di uccidere la figlia, ma loro riescono a farla arrendere e ad arrestarla.
Nel frattempo, Rossi si accorge di essere pedinato da una ragazza che afferma di essere un'investigatrice privata e chiede a Garcia di acquisire informazioni. Da queste emerge che il suo nome è Joy Struthers e che in realtà è una giornalista di cronaca nera di San Francisco. Quando si presenta nel quartier generale dell'FBI lui chiama la sicurezza per scortarla fuori, ma lei gli rivela di essere sua figlia, cogliendolo totalmente alla sprovvista. Sua madre è infatti Hayden Montgomery, diplomatica di origine afroamericana con cui Rossi era stato sposato a Parigi solamente per un'estate e che aveva scoperto di essere incinta, senza dirgli nulla, dopo la separazione (il loro matrimonio finì a causa dei lavori di entrambi: lui stava facendo carriera nel Bureau e lei nella diplomazia in Europa). Joy gli comunica inoltre di essere sposata con un italiano e di avere un figlio di due anni, Kai, che quindi rende Rossi nonno, e alla fine dell'episodio, in aeroporto, lo invita a casa sua a conoscerli e a recuperare il tempo perduto.

### Soggetto Ignoto
Ellen Connell

### Citazioni
- "Il cambiamento è la legge della vita. E quelli che guardano solo al passato o al presente di certo si perderanno il futuro." John Fitzgerald Kennedy (David Rossi)
- "Quando si tratta della vita, tutti tessiamo la nostra tela. E là dove finiamo, è in effetti il punto dove era destino che arrivassimo." Julia Glass (David Rossi)

## Amelia Porter
- Titolo originale: Amelia Porter
- Diretto da: Alrick Riley
- Scritto da: Sharon Lee Watson

### Trama
L'episodio comincia con l'SI e una ragazza che bruciano un'auto, ma la ragazza non ricorda che Andy, il fratello, non ce l'ha fatta. Dodici ore prima vengono trovati tre cadaveri, una coppia e una guardia giurata. Si scopre che la ragazza e suo fratello sono i figli della sorella dell'SI che ha assassinato con l'aiuto della sua amante. Viene trovato un altro cadavere, il nonno dei due ragazzi. A seguito di un incidente l'SI spara al nipote e a una donna rubandole la macchina.
Fortunatamente Andy, il nipote, è ancora vivo. Dopo aver incendiato la macchina l'SI e la nipote sono in fuga e si dirigono a casa di Amelia Porter che ora si fa chiamare Natasha Banks.
Quando la squadra arriva arrestano Amelia, salvano Rebecca mentre l'Si si suicida. 
Hotch e Beth si sono lasciati, perciò Rossi cerca di aiutare il collega e amico a superare la separazione invitandolo in un jazz-club per fare nuove conoscenze.

### Soggetto Ignoto
Benton Farland

### Citazioni
- "Cancella il mio peccato e sarò mondato. Lavami e sarò più bianco della neve." Salmo 51 (Dott. Spencer Reid)
- "Che quanti per natura son perversi di ordir perverse trame mai non cessano."Sofocle (Kate Callahan)

## Il popolo eterno
- Titolo originale: The Forever People
- Diretto da: Tawnia McKiernan
- Scritto da: Breen Frazier

### Trama
A seguito del riaffioramento dalle acque di un lago in Nevada dei corpi congelati di una donna e di un uomo in momenti diversi, la BAU concentra le indagini su una setta religiosa chiamata "Il Popolo Eterno", la quale sottopone gli iniziandi a lavaggio del cervello e a un "battesimo", in realtà una sorta di esperienza di "pre morte": esso consiste nel farsi mettere in un enorme congelatore verticale fino a indurre ipotermia, per poi essere rianimati; in questo modo i soggetti si sentono rinati. Chi si rifiuta o vuole abbandonare il gruppo viene torturato tramite elettroshock e ucciso. Viene rintracciato un uomo, Carl (marito della prima vittima), che rivela a JJ di essere entrato nella setta per salvare il figlio. Il leader viene arrestato, mentre gli agenti capiscono che l'SI è quello che sorveglia i bambini, in un luogo separato dalla sede. JJ si precipita sul luogo senza aspettare i rinforzi e spara al Soggetto Ignoto all'interno del congelatore malgrado esista un grosso rischio, in quanto egli minaccia di far saltare tutto in aria liberando acetilene, altamente infiammabile. Finalmente padre e figlio possono riabbracciarsi. Nel corso dell'episodio Jennifer è tormentata da flashback e allucinazioni sulla sua prigionia per via dell'imminente anniversario del suo rapimento e tortura da parte di Tivon Askari. Reid si accorge del suo stato d'animo e le dice che sperimentare il disturbo da stress post-traumatico è assolutamente normale, ma lei gli chiede di trovare un altro termine o espressione per definirlo perché è molto peggio; quindi gli confida in lacrime che in Afghanistan aveva scoperto di aspettare un bambino e che l'ha perso nell'agguato di cui era caduta vittima la task force. Lui promette che penserà alla parola; tuttavia alla fine dell'episodio, rientrati a Quantico, ammette di non averla trovata e per provare comunque ad aiutare l'amica, le sistema sulla scrivania del vecchio ufficio utilizzato da JJ quando era ancora un ufficiale di collegamento l'intero fascicolo su Tivon Askari (avuto da Emily), per metterla di fronte ai suoi demoni. Leggendolo, JJ riesce a sconfiggere le allucinazioni.

### Soggetto Ignoto
Il membro della setta Jon Kanak

### Citazioni
- "Ogni uomo ha le sue pene segrete che il mondo non conosce. E molto spesso, noi diciamo che un uomo è freddo quando è solo triste." Henry Wadsworth Longfellow (Jennifer Jareau)

## Anonimo
- Titolo originale: Anonymous
- Diretto da: Joe Mantegna
- Scritto da: Danny Ramm e Bruce Zimmerman

### Trama
Tallahassee, Florida. Dopo che tre persone vengono uccise a colpi di pistola e abbandonate in luoghi simbolici come chiese od ospedali, la squadra cerca un SI che chiama il 911 annunciando i crimini prima di commetterli. Si scoprirà che egli uccide le vittime perché le ritiene "non idonee" a un trapianto di organi e che vuole salvare la figlia, che lo necessita; alla fine si suiciderà per poterle donare i propri. Rossi, in procinto di partire alla volta di San Francisco per passare del tempo con la figlia recentemente conosciuta, riceve la notizia della morte, per un tumore alle ossa di cui tutti eccetto il figlio erano all'oscuro, del Sergente Harrison Scott (suo superiore in Vietnam), che proprio Rossi aveva aiutato a riallacciare i rapporti con il figlio e la famiglia di quest'ultimo. L'agente si propone di organizzare il funerale come si deve a un vero Marine e chiede a Garcia di rintracciare i commilitoni superstiti del plotone del sergente, che arriveranno a porgergli l'ultimo saluto.
- Note: questo episodio è stato diretto da Joe Mantegna per onorare la memoria dell'amico da oltre 40 anni Meschach Taylor (Harrison Scott), venuto a mancare poco prima della messa in onda.

### Soggetto Ignoto
Frank Cosgrove

### Citazioni
- "La morte è l’unico dio che arriva quando chiami." Roger Zelazny (Kate Callahan)
- "Mentre la vita scorre, la strada diventa sconosciuta, con nuovi volti. E verso la fine, le pietre miliari divengono pietre tombali, e sotto ognuna giace un amico." James Russell Lowell (David Rossi)

## Il passero di Nelson
- Titolo originale: Nelson's Sparrow
- Diretto da: Glenn Kershaw
- Scritto da: Kirsten Vangsness e Erica Messer

### Trama
L'episodio inizia con la BAU nella baita dove viene trovato il corpo del profiler veterano Jason Gideon, ucciso da tre colpi provenienti da un fucile di precisione: uno alla mano, uno allo stomaco e il terzo alla testa. Subito la squadra si mette alla ricerca del colpevole, e poiché Gideon era nell'FBI dagli anni '70 la lista è lunga. Da un quarto proiettile conficcatosi in un quadro raffigurante degli uccellini, Rossi intuisce che la morte del suo ex partner potrebbe essere legata a un caso di cui si erano occupati insieme nel 1978, quando la BSU (Unità di Scienze Comportamentali, antenata della BAU) era ancora agli albori e aveva una sede improvvisata in un rifugio antiaereo. Il caso riguardava ragazze brune scomparse e poi rinvenute nei boschi di Roanoke, con uccellini morti in mano. Garcia analizza il computer dell'ex agente scoprendo che nell'ultimo periodo si era spostato parecchio lungo tutta la costa Est: la conclusione degli altri è che si era messo sulle tracce del Soggetto Ignoto avendo capito che è ricomparso dopo ben 37 anni; il primo colpo di fucile alla mano è stato sparato da lunga distanza per indebolire l'arto dominante, mentre quello alla testa era per fare in modo che l'ultima cosa che Gideon avrebbe visto prima di morire sarebbe stato il volto dell'uomo di cui si era messo sulle tracce. Un'altra ragazza viene rapita da quest'ultimo e portata nel seminterrato della sua casa, alle cui pareti sono appese gabbie con uccellini (la sua ossessione). Attraverso i flashback di Rossi, che rievoca sia le fasi dell'indagine sia le conversazioni con l'ex agente, la squadra identifica la specie di uccello che l'SI mette in mano alle vittime: il "passero di Nelson", un piccolo passero americano la cui caratteristica è di non seguire l'istinto primitivo di lotta o fuga davanti a un potenziale pericolo, ma di scappare a piccoli passi, quindi lo stesso comportamento sottomesso e insicuro che le giovani donne avevano in vita. Di qui risalgono a un club ornitologico di Roanoke, di cui rintracciano una delle fondatrici, che si rivela essere la madre del Soggetto Ignoto, Donnie Mallick. Gli agenti giungeranno alla casa e salveranno l'ultima donna rapita da Mallick, e Rossi fronteggerà l'assassino, che dirà di essere pronto ad andare in prigione ora che ha "completato la missione", ma Rossi gli sparerà per dare giustizia alle vittime del 1978 e all'amico. Nel corso dell'episodio ogni membro della BAU ricorda a modo proprio l'agente Gideon, menzionando un particolare episodio con lui protagonista. Reid sarà il più sconvolto dalla morte del suo mentore, tanto da lasciare intatta la scacchiera trovata nella baita rendendosi conto che avrebbe avuto uno scacco matto.
- Note: questo episodio segna il debutto alla sceneggiatura dell'attrice del cast regolare Kirsten Vangsness (interprete di Penelope Garcia); gli episodi scritti da lei in coppia con la showrunner Erica Messer sono solitamente quelli che omaggiano la squadra, la storia della serie o che ruotano attorno a un personaggio[2]. La stessa Messer ha dichiarato che con questo episodio volevano celebrare la durata decennale della serie e regalare una "lettera d'amore" ai fan che li hanno fin qui seguiti e che continuano a farlo. I flashback spiegano diverse cose: ad esempio, che per indicare quell'elemento distintivo e costante in ogni delitto non necessario all'esecuzione dello stesso, ma che soddisfa un bisogno psicologico dell'assassino seriale, fu "inventata" la parola "firma" durante una conversazione tra i giovani Gideon e Rossi in una tavola calda, facendo ipotesi sull'SI e sul significato che potevano avere per lui gli uccellini; allo stesso modo, l'espressione "crimine seriale" cominciò a essere utilizzata da loro due fin dai primi anni di lavoro alla BAU (negli anni 70 era Unità di Scienze Comportamentali, BSU, e abbastanza "ignorata" dal Bureau, in quanto non si credeva molto nel fatto che la psicologia e lo studio dei comportamenti, uniti all'analisi della scena del delitto e della vittimologia, potessero contribuire a rintracciare un assassino e a comprenderne la personalità, o addirittura a determinarne sesso, razza, residenza o professione; anche il termine "profiler" (entrato nell'immaginario televisivo/cinematografico) nacque in un modo simile: Rossi aveva notato che il collega sembrava nervoso/inquieto per qualcosa, allora Gideon l'aveva stuzzicato con questo appellativo per fargli dire qual era, secondo lui, il motivo (Gideon aveva scoperto che sua moglie aspettava un figlio, che avrebbe poi chiamato Stephen in onore del secondo nome di Rossi). All'epoca quest'ultimo era sposato con la prima moglie Carolyn, la quale nell'aprile 1979 avrebbe partorito un bambino nato morto. Inoltre, vengono anticipati eventi e fatti che trovano "conferma" nella serie, come il successo dei numerosi libri su Psicologia comportamentale e Criminal Profiling di Rossi (da una scena in cui Gideon gli suggerisce di iniziare a scrivere libri per poter avere un ufficio più grande) che terrà anche presentazioni in tutto il Paese, e l'acquisto del jet privato per mezzo del quale la BAU si sposta (da quella finale in cui sempre Gideon esclama:" Se diventerai famoso con i tuoi libri, compraci un jet privato!"). Ancora, la passione del profiler veterano per gli uccelli e il "birdwatching" potrebbe essersi generata proprio indagando sul caso di questo episodio, dato che essi sono l'ossessione del Soggetto Ignoto, e per comprendere il suo comportamento Gideon aveva deciso di studiarli.

### Soggetto Ignoto
Donnie Mallick

### Citazioni
- "Le lacrime più amare versate sulle tombe sono per le parole non dette e per le cose non fatte." Harriet Beecher Stowe (David Rossi)
- "Quando un uomo buono è ferito, tutti quelli che possono essere chiamati buoni devono soffrire con lui." Euripide (Aaron Hotchner)

## Il culto dell'eroe
- Titolo originale: Hero Worship
- Diretto da: Lary Teng
- Scritto da: Rick Dunkle

### Trama
A Indianapolis un'esplosione in una scuola ha ucciso un uomo che non doveva trovarsi lì in quel momento. Pochi giorni più tardi accade lo stesso in una caffetteria e questa volta rimangono uccise una dozzina di persone. Uno dei sopravvissuti riesce a salvare una donna incinta e viene quindi proclamato eroe; la BAU deve sia proteggere quest'ultimo e la sua famiglia che cercare di prevenire un altro attacco. Si deduce che l'uomo non ha altro che il complesso di Dio e dopo che è stato quasi fatto saltare in aria a causa di un ordigno posto sotto la sua auto la squadra capisce anche che non è lo stesso dinamitardo che ha colpito la scuola e quindi ce ne sono due in giro. Gli agenti riescono a trovare il secondo, un narcisista, accusato di aver abusato di una liceale minorenne nella scuola dove insegnava, (quest’ultima in realtà aveva già compiuto la maggiore età) e grazie a Reid e JJ egli viene arrestato. Spencer è ancora alle prese con il lutto per la morte del suo mentore Jason Gideon, e si porta dietro la scacchiera trovata nella baita muovendo i pezzi di entrambi gli schieramenti (bianchi e neri) da solo per non fare finire la partita perché significherebbe lasciarlo andare definitivamente; alla fine dell'episodio, sul volo di ritorno, Rossi si offre di aiutarlo a terminarla perché "Gideon odiava le faccende in sospeso".

### Soggetto Ignoto
Il falegname Allen Archer e il membro del consiglio studentesco James Burke

### Citazioni
- "La parola più eroica in tutte le lingue è rivoluzione." Eugene Debs (Dott. Spencer Reid)
- "L’autentico eroismo è sicuramente sobrio, privo di drammi. Non è il bisogno di superare gli altri a qualunque costo, ma il bisogno di servire gli altri a qualunque costo." Arthur Ashe (Dott. Spencer Reid)

## Urla!
- Titolo originale: Scream
- Diretto da: Hanelle Culpepper
- Scritto da: Kimberly Ann Harrison

### Trama
Quando diverse donne di Diamond Bar, in California, vengono rapite, torturate e uccise, la BAU profila un SI che da bambino è stato testimone degli abusi fisici e verbali del padre verso la madre, oltre che del loro omicidio - suicidio. Si giunge alla conclusione che egli lavora come assistente sociale, riuscendo in questo modo ad avvicinare le vittime che a lui si rivolgono bisognose di aiuto per sfuggire alle violenze dei mariti; i "trofei" che conserva registrandole sono le loro grida, che riprendono quelle della madre prima di essere uccisa. Nel frattempo Kate si preoccupa per la nipote Meg, la quale insieme alla migliore amica Markayla ha fissato un appuntamento di San Valentino con il ragazzo conosciuto online (che credono essere dell'ultimo anno); il marito Chris, per rassicurarla, si recherà sul luogo per tenerle d'occhio. E se non fosse stato per la sua presenza, alle due ragazze sarebbe potuto succedere qualcosa di molto brutto; in lontananza un uomo le spia da un'auto e fissa con loro un appuntamento per un altro giorno.

### Soggetto Ignoto
L'assistente sociale Peter Holden

### Citazioni
- William Alger ha detto: "Spesso gli uomini compensano con il furore la ragione che a loro manca." (Kate Callahan)
- "Niente può portare più vicino alla follia di un ricordo che ti perseguita e rifiuta di morire." Darnella Ford (Aaron Hotchner)

## Carcere di massima sicurezza
- Titolo originale: Lockdown
- Diretto da: Thomas Gibson
- Scritto da: Virgil Williams

### Trama
Quando due guardie in un carcere di Liberty, Texas, vengono trovate morte con modalità identiche nell'arco di tre mesi, la squadra inizialmente sospetta che i colpevoli siano i detenuti; successivamente si scoprirà che i delitti sono opera di un ristretto gruppo di guardie che umiliano e aggrediscono i carcerati durante brutali "spedizioni punitive". Morgan e Kate finiscono in una situazione pericolosa dopo che il capitano delle guardie, per impedire che gli agenti lo smascherino, dalla sala di controllo apre le celle del blocco C facendo uscire i criminali violenti, i quali scatenano una rissa e accerchiano i due.

### Soggetto Ignoto
Il capitano Shavers e altre guardie carcerarie

### Citazioni
- "Quando le porte della prigione saranno aperte, il vero drago volerà fuori." Ho Chi Minh (Aaron Hotchner)
- Dwight Eisenhower ha scritto: "Se vuoi l’assoluta tranquillità, vai in prigione. Ti nutrono, ti vestono, ti curano, ecc. L’unica cosa che manca è la libertà." (David Rossi)

## Asfissia erotica
- Titolo originale: Breath Play
- Diretto da: Hanelle Culpepper
- Scritto da: Erik Stiller

### Trama
Tre donne vengono aggredite sessualmente e strangolate a Madison, Wisconsin. Sulla scena del quarto delitto JJ trova sotto il letto una copia di un romanzo rosa erotico di grande successo, "Riverberi nudi", ambientato nel mondo delle perversioni sadomaso e del bondage, a cui sono ispirati incontri privati in città; da questo capiscono che l'SI è un dominante ossessionato dai giochi di ruolo che mette in pratica le fantasie di un libro. L'agente Kate Callahan annuncia ai colleghi di aspettare un figlio, ma deve anche affrontare la ribellione di Meg, che vuole in un certo senso "punirla" perché ha paura di essere sostituita dal bambino che arriverà.

### Soggetto Ignoto
Il fisioterapista Patrick Jon Murphy

### Citazioni
- "Non esiste quasi nessuno la cui vita sessuale, se fosse resa pubblica, non riempirebbe tutto il mondo di sorpresa e orrore." William Somerset Maugham (David Rossi)
- "I bambini sono come cemento fresco. Qualunque cosa passi su di loro lascia un’impronta." Haim Ginott (Kate Callahan)

## Rock Creek Park
- Titolo originale: Rock Creek Park
- Diretto da: Felix Alcala
- Scritto da: Sharon Lee Watson

### Trama
Dodici ore dopo il rapimento della moglie di un Deputato del Congresso che mira alla carica di Presidente degli Stati Uniti, la BAU collabora con l'Unità Crimine Organizzato per ritrovarla. Mentre Reid si unisce a una dei loro agenti in un'operazione di sorveglianza sul nascondiglio di mafiosi russi ritenuti coinvolti, l'indagine si concentra sugli avversari politici del Deputato, ma presto vira altrove, complice l'arrivo di una richiesta di riscatto da venti milioni di dollari e l'emergere di contraddizioni dai racconti della madre e del fratello (appena uscito dalla riabilitazione per la dipendenza da farmaci) dell'uomo.

### Soggetto Ignoto
La madre del Deputato Benjamin Troy aiutata da alcuni mafiosi russi

### Citazioni
- "La verità raramente è pura, e mai semplice." Oscar Wilde (Dott. Spencer Reid)

## Al di là dei confini
- Titolo originale: Beyond Borders
- Diretto da: Glenn Kershaw
- Scritto da: Erica Messer

### Trama
Quando una famiglia composta da quattro persone viene rapita subito dopo l'arrivo alle Barbados per una vacanza, la BAU è chiamata a lavorare insieme a Jack Garrett e alla sua Squadra d'Intervento Internazionale per tracciare il profilo di uno "sterminatore di famiglie", che aveva già colpito prima ad Aruba, poi in Florida l'anno precedente riuscendo a sfuggire, e che costringe le vittime a "reinterpretare" scene della sua infanzia. A Quantico, Garcia viene aiutata da Russ "Monty" Montgomery, esperto informatico dell'IRT.
- Nota. Questo è l'episodio spin-off della nuova serie Criminal Minds: Beyond Borders.

### Soggetto Ignoto
Jerry Tidwell

### Citazioni
- "Per quanto la luce viaggi velocemente, essa scopre che l’oscurità è sempre arrivata per prima." Terry Pratchett (Aaron Hotchner)
- "Riunirsi è un inizio. Rimanere insieme è un progresso. Lavorare insieme è un successo." Henry Ford (Jack Garrett)

## Un posto a tavola
- Titolo originale: A Place at the Table
- Diretto da: Laura Belsey
- Scritto da: Bruce Zimmerman

### Trama
Quattro membri di una benestante famiglia di Bethesda, Maryland vengono trovati giustiziati stile esecuzione attorno alla tavola imbandita della loro casa, con sei posti apparecchiati a simulare una cena natalizia (benché sia aprile) e con la canzone Jingle Bells in sottofondo. Tutti sono stati uccisi con tre colpi di pistola alla nuca, a eccezione della matriarca che è stata strangolata. Le indagini della squadra portano alla luce segreti, dettagli e rivelazioni scioccanti sul passato, sui rapporti e sulle dinamiche esistenti tra i membri della famiglia, oltre che a rintracciare quelli mancanti, e tali scoperte condurranno gli agenti al colpevole. Nel frattempo, Hotch cerca di riconciliarsi con il suo ex suocero, Roy Brooks (padre di Haley e Jessica) a cui è stato diagnosticato il morbo di Alzheimer, che non lo ha mai perdonato per la morte della figlia.
- Altri interpreti: Edward Asner (Roy Brooks)

### Soggetto Ignoto
Il figlio illegittimo di Cora Gilliam e Frank Kingman, Mark Clifford (aka Mark Powers), interpretato da Grant Harvey

### Citazioni
- "Quando non si ha un buon padre, bisogna procurarsene uno." Friedrich Nietzsche (David Rossi)
- "Non si diventa saggi ricordando il passato, ma assumendosi la responsabilità del proprio futuro." George Bernard Shaw (Aaron Hotchner)

## Signor Graffio
- Titolo originale: Mr. Scratch
- Diretto da: Matthew Gray Gubler
- Scritto da: Breen Frazier

### Trama
Quando tre sospettati di omicidio in tre diversi Stati (Maine, Georgia e Kansas) affermano di essere stati costretti a uccidere i loro cari da un "mostro d'ombra con gli artigli", la BAU capisce di dover cercare un serial killer "per procura" che si serve di un potente cocktail di allucinogeni per manipolare le menti delle vittime e renderle poi incoscienti. Al risveglio, infatti, tutti e tre ricordano solo di aver avvertito odore di salvia bruciata e un inquietante ringhio. Garcia scopre che i tre sospettati sono stati tutti adottati nello stesso anno, il 1985, proprio nel periodo in cui una colossale inchiesta su presunti abusi satanici aveva condotto all'allontanamento di un gran numero di bambini dalle rispettive famiglie; inoltre, gli agenti collegano la figura con gli artigli alle paure infantili. Un blackout elettrico totale e il collasso della rete informatica della sede di Quantico faranno dedurre a Reid che il colpevole ha studiato ad Harvard, nel corso più avanzato di matematica, e che egli sta cercando una persona specifica. Verrà identificato come Peter Lewis, originario di Jacksonville, in Florida, tanto intelligente e abile con i computer da essere stato assunto dall'NSA, e la squadra conclude che il suo obiettivo finale è la psicologa che al tempo convinse i bambini della casa famiglia in cui si trovavano ad ammettere gli abusi subiti dal padre di Lewis, successivamente morto in prigione, e che durante le sedute bruciava salvia. Giunto a casa della donna, Hotch verrà drogato dall'SI il quale gli farà credere di aver ucciso il resto della squadra, ma lui riuscirà a non farsi condizionare. Alla fine dell'episodio il "Signor Graffio" si arrende e si fa arrestare, non prima di aver lanciato uno sguardo di sfida all'Agente Speciale.
- Altri interpreti: Bodhi Elfman (Peter Lewis)

### Soggetto Ignoto
Il genio matematico Peter Lewis

### Citazioni
- "La tua memoria è un mostro: affiora secondo la sua volontà. Credi di avere un ricordo, ma il ricordo ha te." John Irving (Aaron Hotchner)

### Curiosità
I cognomi di diversi personaggi che appaiono nell'episodio (compresa la psicologa che nel 1985 intervistò i bambini) richiamano i nomi dei personaggi del film horror L'esorcista. Inoltre, la rappresentazione fisica del "Signor Graffio" che si vede nei disegni di due sospettati è stata creata dal membro del cast regolare Matthew Gray Gubler (regista di questo episodio), il quale per renderle leggermente differenti ne ha disegnata una con la mano destra e una con la sinistra. Il suddetto SI si rivelerà uno dei più temibili affrontati dalla squadra poiché prenderà di mira, a turno, quasi tutti i membri: dopo essere evaso insieme ad altri dodici serial killer nel finale dell'undicesima stagione, infatti, continuerà a tenere d'occhio gli agenti (cambiando nel frattempo vittimologia), in particolare Hotch, verso il quale medita vendetta; quando la sua presenza diventerà un pericolo anche per il figlio Jack, quest'ultimo e l'Agente entreranno nel Programma Protezione Testimoni dell'FBI mentre il resto dell'Unità (guidata da Emily Prentiss) si impegna per neutralizzarlo. In un successivo episodio della dodicesima stagione, a cadere nel tranello di Graffio sarà Tara Lewis, che verrà avvicinata da un uomo che sostiene di essere suo fratello Gabriel, in realtà un "impostore" che soffre di disturbo dissociativo dell'identità, quindi il tipo di vittima "ideale" del criminale. Circa a metà della stagione, Reid verrà arrestato in Messico per possesso di droga e successivamente omicidio e inizialmente la BAU ipotizza il suo coinvolgimento; nell'ultimo episodio, Morgan fa visita ai colleghi offrendo loro una pista attraverso un sms inviatogli presumibilmente da Garcia. Mentre si dirigono verso il luogo in cui credono si trovi Graffio, quest'ultimo sferra un attacco finale azionando strisce chiodate che fanno sbandare i SUV e investendoli con un camion: nell'incidente perde la vita l'Agente Speciale Stephen Walker e Prentiss viene rapita, fisicamente torturata e drogata affinché fornisca a Graffio informazioni sul nascondiglio di Hotch e Jack. Il resto della squadra corre contro il tempo per salvarla, aiutati da Matt Simmons, chiamato da Penelope Garcia, poiché in possesso di informazioni su Graffio, e alla fine riescono a trovarla. L'arco narrativo di Peter Lewis giungerà al termine nella première della tredicesima stagione, quando lui, inseguito da Alvez, precipiterà da un palazzo morendo sul colpo, tentando di fuggire.

## Protezione
- Titolo originale: Protection
- Diretto da: Tawnia McKiernan
- Scritto da: Virgil Williams

### Trama
La squadra deve recarsi a Los Angeles, dove negli ultimi tre giorni altrettante persone sono state uccise in quartieri malfamati con 13 colpi di una calibro 45 al torace e al volto. Le prime due erano una prostituta con un suo cliente, la terza un tossico. Gli agenti iniziano a interrogare chiunque sia nel giro della prostituzione e una ragazza mente sostenendo di non conoscere una delle vittime, ma successivamente racconta a JJ che il cliente con cui era è stato ucciso da un bianco. Il giorno dopo vengono rinvenuti altri due corpi, un'insegnante in pensione e un giovane di colore suo ex studente, poi il fidanzato di una ragazza la quale riferisce che chi ha sparato credeva che fosse in corso uno stupro. Da qui la BAU elabora il profilo di un "difensore della morale", una sorta di "giustiziere" animato dalla missione di "ripulire le strade" che soffre di allucinazioni e potrebbe aver perso una persona vicina proprio per un crimine violento; nella sua convinzione distorta, fa il lavoro che le forze dell'ordine non compiono. Identificato in Daniel Lee Stokes, all'arrivo degli agenti si barrica in casa apparentemente tenendo in ostaggio le sue due coinquiline (madre e figlia), finché JJ non riesce a convincerlo ad arrendersi e a consegnarsi assicurandogli di portarlo dall'assassino della madre (uccisa in una rapina), in carcere a San Diego. In realtà le due donne sono state uccise già da tempo e quelle con cui parlava erano allucinazioni, tornate perché lui aveva smesso di assumere i farmaci. Al ritorno a Quantico, Garcia accoglie i colleghi con una pizza, mentre Meg, la nipote di Kate, viene rapita insieme alla sua migliore amica Markayla da una donna al volante di un furgone bianco che si finge la madre del ragazzo conosciuto online dalle due, con il quale sarebbero dovute andare a un concerto.

### Soggetto Ignoto
Lo schizofrenico Daniel Lee Stokes

### Citazioni
- "Non è il suo rivale o il suo nemico che attirano l’uomo sul sentiero del male, ma la sua mente." Buddha (David Rossi)
- "La realtà è pura illusione. Sebbene un’illusione persistente." Albert Einstein (Dott. Spencer Reid)

## La caccia
- Titolo originale: The Hunt
- Diretto da: Glenn Kershaw
- Scritto da: Jim Clemente e Janine Sherman Barrois

### Trama
Meg e Markayla vengono rapite da una coppia (la donna che si era finta la madre del liceale che le due avrebbero dovuto incontrare e un ragazzo), che le stordisce con una siringa, ma fortunatamente Meg riesce a inviare a Kate un messaggio di pericolo. Inizialmente la squadra pensa a un predatore sessuale online, ma poi i sospetti dell'agente Callahan ricadono su un SI che compiva rapimenti nel periodo di azione del "Macellaio" di Bakersfield (primo episodio di questa stagione "X"): infatti Kate aveva cominciato a revisionare i fascicoli di persone scomparse dopo una denuncia sporta per una jogger di Riverside e, poiché si stava avvicinando ai colpevoli, questi hanno deciso di rapire la nipote. Nel frattempo le due prigioniere vengono spostate, e l'SI incontra i suoi complici,  Meg distrae i rapitori permettendo all'amica di scappare; l'SI uccide il ragazzo, stanco della sua incapacità. In ospedale, JJ chiede a Markayla (che è stata soccorsa) di raccontare ciò che ricorda dei sequestratori, mentre questi ultimi tingono i capelli a Meg, le scattano delle foto e la "mettono in vendita" su un sito di aste online. La BAU intuisce che non si tratta di schiavismo sessuale, bensì i partecipanti all'asta sono serial killer (tra di loro anche il "Macellaio" che faceva ritrovare solo i tronchi delle vittime) che utilizzano differenti modus operandi e a cui il "moderatore" ha insegnato a sbarazzarsi delle vittime una volta uccise; si scopre che le ragazze del sito provengono da diversi Stati. Il "moderatore" viene trovato nel suo covo a Oakton, Virginia, ma purtroppo Meg è ancora in pericolo.
Quando Paige, rapita anni prima dall'SI e diventata la complice donna (avendo sviluppato una forma di Sindrome di Stoccolma), viene informata da JJ che l'SI ha ucciso il ragazzo (suo figlio), collabora e fa in modo che la squadra individui il luogo dove Meg (che è stata venduta a un serial killer e cerca di prendere tempo attuando gli insegnamenti datele da Kate) è rinchiusa e faccia arrestare tutti i compratori sparsi per il Paese iscritti al sito. Meg viene liberata e può riabbracciare Kate la quale, due settimane dopo, comunica a Hotch di avere intenzione di prendere un anno sabbatico dall'FBI sia per aiutare la nipote a riprendersi dall'esperienza sia per occuparsi del nascituro. Anche JJ informa Reid di essere nuovamente incinta.
- Nota: l'interprete di Kate Callahan, Jennifer Love Hewitt, era realmente incinta, anche lei del secondo figlio Atticus James, nato a fine giugno, perciò ha deciso di lasciare la serie per dedicarvisi a tempo pieno.
- Nota: l'attrice A. J. Cook aspettava realmente il suo secondo figlio, motivo per cui nei primi episodi della stagione successiva, l'undicesima, non apparirà - se non per un breve momento al telefono con Hotch - poiché in congedo di maternità.

### Soggetto Ignoto
Alex Zorgen, creatore di un sito pieno di serial killer

### Citazioni
- "Il mondo non sarà distrutto da chi fa del male, ma da quelli che guardano senza fare nulla." Albert Einstein (Kate Callahan)
- "La vita è fatta di scelte. Di alcune ci pentiamo, di altre siamo fieri. Siamo quelli che decidiamo di essere." Graham Brown (Kate Callahan)